# Zaven Kouyoumdjian

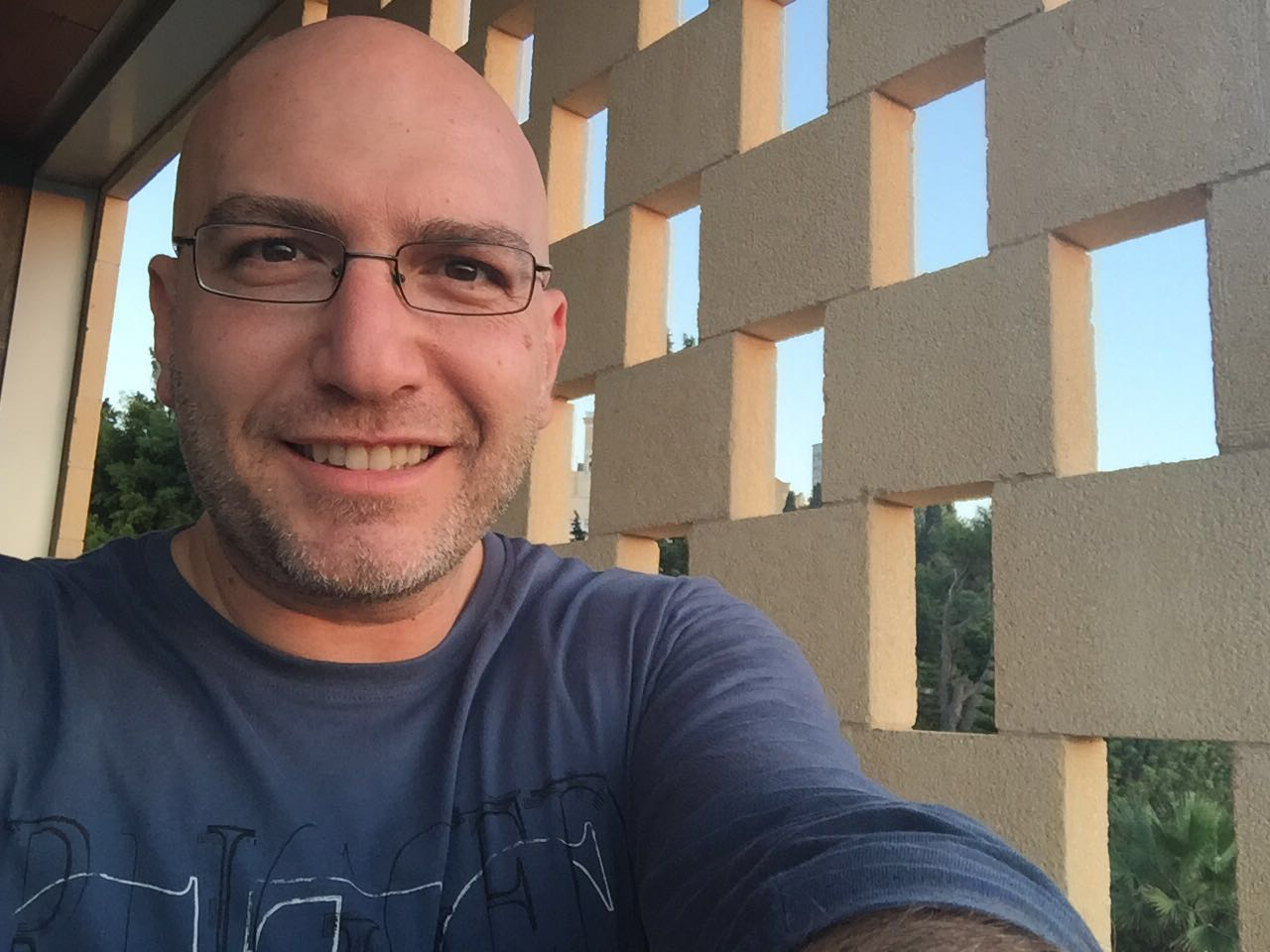
Zaven Kouyoumdjian (2016)

Zaven Kouyoumdjian (arabisch زافين قيومجيان, armenisch Զավեն Կույումջյան; * 1970 in Beirut) ist ein libanesischer Fernsehjournalist armenischer Abkunft.
Zaven Kouyoumdjian wird zu den provokantesten Fernsehmachern im Libanon gezählt. Das US-Magazin Newsweek rechnet Zaven Kouyoumdjian „zu den einflussreichsten Menschen der arabischen Welt“.
Seine Karriere begann er 1992 als Nachrichtensprecher im staatlichen Sender Télé Liban und etablierte sich bald mit einer eigenen Talkshow. Gesellschaftskritische Themen wie Armut im Nachkriegslibanon führten zu seiner Entlassung. Beim Privatsender Future Television erhält seine „Sire Wenfatahit“-Show den besten Sendeplatz mit vermeintlich im Islam tabuisierten Themen wie Sexualität und Islam, AIDS und Kinderhandel. Ein Schwerpunkt seiner Arbeit liegt in der Aufarbeitung des Bürgerkrieges. In seinem Buch "Lebanon Shot Twice" recherchiert er Menschen aus Pressebildern aus der Zeit des Bürgerkriegs und porträtiert sie im Nachkriegskontext. Aufsehen erregte seine Arbeit mit Jugendlichen, denen er eine Kamera gab, damit sie in Eigenregie ihre Situation darstellen.